# 계화초등학교
계화초등학교(界火初等學校)는 대한민국 전북특별자치도 부안군에 있었던 공립 초등학교이다.

## 학교 연혁
- 1937년 4월 1일: 계화간이학교 개교
- 1942년 6월 1일: 계화국민학교 승격 인가
- 1996년 3월 1일: 국민학교에서 초등학교 명칭 변경
- 2024년 2월 29일: 82년만에 폐교

## 참고 자료
- 계화초등학교 - 한국교육학술정보원 학교알리미